# Manuel Lorente Belmonte
Manuel Lorente Belmonte (Bigastre, 29 de gener de 1942) és un polític valencià, diputat a les Corts Valencianes durant la II Legislatura.

## Biografia
Alumne dels jesuïtes d'Alacant, va obtenir el títol de peritatge industrial a Alcoi i la graduació d'enginyeria tècnica a Barcelona. Després treballà com a assessor de la Caixa d'Estalvis d'Alacant i Múrcia, però ho deixà per tal de dedicar-se a l'ensenyament com a catedràtic de tecnologia als Instituts d'Ensenyament Mitjà i Formació Professional d'Oriola, Almoradí i Torrevella.
De 1966 a 1973 fou regidor a l'ajuntament d'Oriola. Després ingressà a Alianza Popular, del que en 1983 fou secretari a la Vega Baixa i posteriorment vicepresident de l'executiva de la província d'Alacant. Fou elegit diputat a les eleccions a les Corts Valencianes de 1987. Ha estat vicepresident de la Comissió de Governació i Administració Local i president de la Comissió Investigació i Estudi dels Riscs naturals a la Comunitat Valenciana.
Posteriorment fou segon tinent alcalde de l'ajuntament d'Oriola a les eleccions municipals espanyoles de 1995. És pare de Mónica Lorente Ramón, diputada a les Corts Valencianes i alcaldessa d'Oriola (2007-2011) imputada en el cas Brugal.